# Lakeview Heights
Lakeview Heights – miasto w Stanach Zjednoczonych, w stanie Kentucky, w hrabstwie Rowan.